# 토미 포이콜라이넨
토미 야코 포이콜라이넨(핀란드어: Tomi Jaakko Poikolainen, 1961년 12월 27일~)은 핀란드의 전직 양궁 선수로 1980년부터 1996년까지 올림픽에 5회 연속 출전했다. 그는 1980년 올림픽때 개인 종합에서 금메달을 땄고, 1992년 올림픽때 단체 종합에서 은메달을 땄다. 그는 1984년 올림픽 개인 종합에서 5위를 했다. 1978년부터 1984년 사이에 포이콜라이넨은 유럽 선수권 대회에서 2개의 메달을 획득했다. 그의 아내 유타 포이콜라이넨 또한 올림픽 양궁 선수이다.